# Pedicinus hamadryas
Pedicinus hamadryas är en insektsart som beskrevs av Eric Georg Mjöberg 1910. Pedicinus hamadryas ingår i släktet Pedicinus och familjen Pedicinidae. Inga underarter finns listade i Catalogue of Life.